# Balanoglossus carnosus
Balanoglossus carnosus är en djurart som tillhör fylumet svalgsträngsdjur, och som beskrevs av Müller in Spengel 1893. Balanoglossus carnosus ingår i släktet Balanoglossus och familjen Ptychoderidae. Inga underarter finns listade i Catalogue of Life.